# 艾哈邁德·沙菲克 (性學家)
艾哈邁德·沙菲克（阿拉伯语：أحمد شفيق，羅馬化：Ahmed Shafik，1933年5月—2007年10月31日）是一名埃及性學家和泌尿科醫生，他的研究主要集中在人體解剖學、生理學、外科手術和性生理學，以及其他相關的條件反射。

## 研究工作
沙菲克撰寫了1000多篇文章。1967年，他完成首例膀胱移植手術。他在《泌尿學雜誌》上發表的文章以「Shafik I」為名，在《{英國泌尿學雜誌》和醫學文獻上發表的文章以「Shafik II」為名。
2016年，沙菲克因研究穿著聚酯纖維、棉或羊毛褲子對老鼠性生活的影響而獲得搞笑諾貝爾獎醫學獎。

## 批評
沙菲克的研究受到了埃及政府的官方批評。
1963年，他在開發一種新的尿流改道技術時被捕並被關押了三個月，這項技術後來發表在《泌尿科學期刊》。1964年，他在製作人工膀胱時被捕並被關押了一年。1967年，他完成首例膀胱移植手術，因此醫院管理層對他採取紀律處分措施。

## 逝世
2007年10月31日，沙菲克因心臟功能不全而在法國巴黎逝世，享壽74歲。

## 外部連結
- David Moye. . The Huffington Post. 23 September 2016  [24 September 2016]. （原始内容存档于2016-10-15）.